# Cañero
Cañero es un barrio de Córdoba, construido en los años 1950 y que pertenece al Distrito Sureste de la ciudad. Cuenta con una superficie de más de 337.000 metros cuadrados.

## Historia
Debido a la creciente necesidad social de vivienda para los más necesitados, el Obispo Fray Albino crea la Asociación Benéfica La Sagrada Familia, entidad encargada de la compra-venta y realización de expropiaciones para la canalización de la construcción de viviendas sociales en favor de la población más humilde. Uno de sus proyectos es la construcción de viviendas en unas tierras donadas para tal efecto por el rejoneador y militar cordobés, Antonio Cañero.
En el año 1951 comienza a construirse el barrio que cuenta con una superficie de 337.335 metros cuadrados, de los cuales 51.500 metros cuadrados son donados por parte del rejoneador, algunos solares donados por el Ayuntamiento y las expropiaciones y compra-ventas realizadas por la propia Asociación.
La primera entrega de llaves, se adelanta, a pesar de no estar terminadas las mismas, al 29 de abril de 1953 con motivo de la llegada del General Franco, quien hace entrega de llaves a mil propietarios. Estos comienzan a ocuparlas entre mayo y junio del mismo año, recibiéndose quejas por la falta de electricidad en viviendas y calles, a las que no llegarán hasta meses más tarde, aunque no con la tensión necesaria. En febrero del año 1955 se entrega otras 800 viviendas, aunque las calles siguen sin iluminación.
El 24 de marzo de 1956 el Obispo inaugura la parroquia del barrio, aunque por aquel entonces, todavía el alumbrado de las calles no ha llegado, debido entre otras razones, a la escasez del cobre. No será hasta el 24 de octubre de ese mismo año, cuando el Ayuntamiento que ya se había hecho cargo de la iluminación, procede a la implantación del mismo.
Aunque ya iluminado, el barrio sigue sin terminarse completamente, quejándose los vecinos de la deficiente infraestructura; no existía por entonces el pavimiento ni el alcantarillado, así como servicio de autobuses, ni de teléfono. La ausencia de pavimento convertían en intransitables sus calles inmersas en polvo o lodos, según la época del año, llegando por ello a ser denominado este barrio como "barro Cañero".
En total se construyeron 1.856 viviendas siguiendo el proyecto del arquitecto municipal Carlos Sáenz de Santamaría, además de dos grupos escolares, una iglesia y un cine-teatro. Las edificaciones son de tipo casa unifamiliar al estilo de las construidas en la misma época en el Campo de la Verdad.
Actualmente el barrio cuenta con una cofradía de penitencia , la de la Presentación al Pueblo , procesiona el Sábado de Pasión por las calles del barrio , sus titulares son Nuestro Padre Jesús de los Afligidos en su Presentación al Pueblo (2016) y Nuestra Señora Reina de los Cielos y Misericordia (aún no existe)
Se encuentra en la Parroquia de San Vicente Ferrer y ha conseguido gran aceptación el barrio

## Fuentes

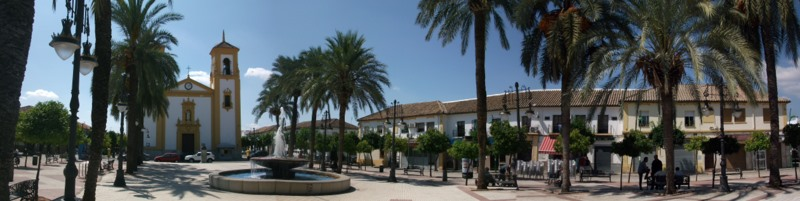
Plaza de Cañero. Septiembre de 2011